# 呉相淳
呉 相淳（ご そうじゅん、1894年旧暦8月 - 1963年6月3日）は、朝鮮の詩人。号は禅雲、空超。植民地下の朝鮮を「虚無」を抱えながら放浪し、詩作を続けた。

## 略歴
1894年陰暦8月、現在のソウル市中区奨忠洞1街10番地に生まれる。本貫は海州呉氏。父は呉泰兗。呉の生家は5百石の地主で、裕福であった。父も呉に新教育を受けさせることに反対せず、呉は早くから於義洞学校、儆新学校で勉強する。母は呉が13歳のときに亡くなり、父は後妻を迎えた。こうした経緯があってか、呉は18歳のとき、誰にも告げず家を出た。
1912年、渡日した呉は、京都の同志社大学宗教哲学科に入学する。1918年、同志社大学を卒業すると帰国し、実家にしばらく戻ったものの、ソウル市鐘路区鐘路5街にあった亡くなった母の実家に身を寄せることになる。こうして呉の詩作はさすらいと共に始まった。1920年、金億、南宮璧、廉想渉、黄錫禹らと『廃墟』の同人となり、同誌に「時代苦とその犠牲（시대고와 희생）」（評論）で文壇に登場した。そこに込められたのは、3・1独立運動の失敗による植民地という現実に打ちひしがれる朝鮮人に、犠牲的精神を持って克服し、新しい時代の創造を建設することを呼びかけるものであったが、克服という努力よりも運命というむなしさが感じられる。呉は詩作の中で「虚無」を深化させていく。
『廃墟』の同人として詩作に打ち込む間、縁談が持ち込まれることもあったが、呉はドイツ系アメリカ人の宣教師の娘と恋仲であったため、耳を貸さなかった。しかし、この娘は黄錫禹のもと恋人で、黄がその女性と別れた後、呉が彼女を自分の処に置いたものだから、友人の女を横取りした、という汚名を着ることになった。結局、この女性とは別れることになる。
1926年、梵魚寺に入山する。呉は篤信な基督教徒であり、伝道師にもなっていたが、このころから仏教に投身していく。「虚無」という精神を解脱によって克服しようと試みた。梵魚寺で2年間、禅を学び、その後、大邱や釜山を放浪する。大邱では李相和のところに身を寄せ、李章熙、白基萬らとも親しくなった。全国を放浪しながら詩を吟じている呉を見て、李相和らが、呉に女を世話してやろう、とある女性を紹介し、呉はその女性と大邱市中区徳山洞54番地に世帯を持つようになった。また友人達の計らいで、そこでおでん屋を開いたが、呉がいつも客に酒を振舞うので商売にならなかった。この家で「アンナ」と名づけられた犬を飼っていたが、その犬が死んだ時は、棺を作り「空超犬葬」として丁重に葬ったという逸話もある。
解放後、すぐに朝鮮戦争が起こり、落ち着かないまま、釜山や大邱を行ったり来たりとすることになる。1953年、ソウルが奪還されると、上京し、曹渓寺に身を寄せた。朝10時に明洞に降りて、茶房で若者達に詩や哲学を講じて楽しんだ。1961年に仏教界で紛争が起こると、沈河碧の務めていた鄭耳鼻科咽喉科病院で5か月ほど暮らした。
1963年2月、腹痛で病院に運ばれる。検査の結果、高血圧に心臓病、肺炎までかかっていた。20日余り入院した後、退院するが、3月6日、再び病勢が悪化し、赤十字病院に入院する。6月3日夜9時37分、病院で死亡した。その遺骸は北漢山の麓に葬られた。

## 年譜
- 1894年陰暦8月、現在のソウル市中区奨忠洞に生まれる。
- 1900年、於義洞学校を経て、儆新学校で勉強。
- 1912年、渡日、京都の同志社大学宗教哲学科に入学。
- 1918年、同志社大学を卒業し、帰国。
- 1920年、『廃墟』の同人になる。
- 1921年、朝鮮中央仏教学校の教員になる。
- 1923年、普成高等普通学校の教員になる。
- 1926年、釜山の梵魚寺に入山、2年ほど留まる。
- 1930年、釜山、大邱などを放浪。
- 1940年、大邱で女性と世帯を持つ。
- 1945年、ソウルの西大門近くにしばらく住むが、すぐに大邱に戻る。
- 1946年、ソウルの近く、訳経院、禅学院、曹渓寺などに寄食する。
- 1951年、大邱、釜山などに住む。
- 1953年、ソウルの曹渓流寺に落ち着く。
- 1956年、芸術学院賞を受賞。
- 1961年10月、ソウル市安国洞の鄭耳鼻咽喉科病院で暮らす。
- 1962年、ソウル市文化賞を受賞。
- 1963年2月、高血圧と心臓病、肺炎で入院。20日後に退院。
- 1963年3月、再び病勢が悪化し赤十字病院に入院。
- 1963年6月3日、逝去。

## その他
- 空超文学賞: 呉相淳の詩文学の功績を称えて創設された文学賞。